# Usnarz Górny
Usnarz Górny – wieś w Polsce położona w województwie podlaskim, w powiecie sokólskim, w gminie Szudziałowo. Leży przy granicy z Białorusią.
Wierni kościoła rzymskokatolickiego należą do parafii Najświętszej Maryi Panny Pośredniczki Łask i św. Agaty w Minkowcach.

## Historia
U schyłku I Rzeczypospolitej Usnarz należał do Kazimierza i Zuzanny (z Kanimierów) Wiszczyńskich. W latach 1975–1998 miejscowość administracyjnie należała do województwa białostockiego.
Wieś w 2011 roku zamieszkiwało 75 osób. Przylega do granicy z Białorusią.
W sierpniu 2021 o miejscowości zrobiło się głośno w mediach, gdy w jej pobliżu po stronie białoruskiej (na terenie chutoru Usnarz Dolny) przez dłuższy czas koczowała grupa imigrantów z Afganistanu i Iraku, niewpuszczana do Polski przez straż graniczną i wojsko. Zostali sprowadzeni na granicę przez władze białoruskie w ramach operacji o kryptonimie „Śluza”. Do Usnarza Górnego – do wprowadzenia we wrześniu 2021 roku stanu wyjątkowego w przygranicznych miejscowościach – przyjeżdżali dziennikarze, aktywiści i politycy ówczesnej opozycji.